# アンコレ族
アンコレ族（アンコレぞく、Ankole）は、ウガンダに住む部族。

## 歴史
1967年まで、ヒマ層（後述）出身の王ひとりと、何人かの首長を中心とする一種の封建制度による支配体制が続いていた。

## 居住地
ウガンダ西部の高台に住んでいる。

## 生活
アンコレ族の一部は遊牧生活を営む貴族でこれを「ヒマ」と呼ぶ。残りは貧しい農耕生活者でこれを「イル」と呼ぶ。

## 宗教
国の繁栄を願って王が執行するさまざまな儀礼を中心としている。